# Cristiano Otoni
Cristiano Otoni é um município brasileiro do estado de Minas Gerais. Localiza-se na microrregião de Conselheiro Lafaiete na divisa com Campo das Vertentes, a uma latitude 20º49'56" sul e a uma longitude 43º48'20" oeste, estando a uma altitude de 1005 metros. Sua população recenseada em 2022 era de 4 667 habitantes.

## Geografia
A cidade é cortada pela BR-040 renomeada Rodovia Presidente Juscelino Kubitschek, o que permite a seus habitantes um fácil deslocamento para outros centros como Conselheiro Lafaiete, Belo Horizonte, dentre outros. A cidade também está próxima das cidades históricas, sendo Congonhas a mais próxima. Possui boa infraestrutura de turismo rural e hotéis fazenda.
Em suas áreas mais rurais, é cortada por uma variante da Linha do Centro da antiga Estrada de Ferro Central do Brasil, porém a nova linha não dispõe de paradas ou estações em seu território.
No passado, a cidade era atravessada pela Linha do Centro original da Estrada de Ferro Central do Brasil, onde mesmo após a construção de uma variante próxima, os trens continuavam a trafegar pelo centro da cidade. Após a desativação do trecho da linha original, os trilhos deste foram retirados do município no ano de 1972. A antiga estação ferroviária (foto) é tombada pelo Patrimônio Histórico, além de outras residências antigas e fazendas.
Possui uma área de 133,26 km².
Conforme a classificação geográfica mais moderna (2017) do IBGE, Cristiano Otoni é um município da Região Geográfica Imediata de Conselheiro Lafaiete, na Região Geográfica Intermediária de Barbacena.